# Unionville, Ontario
Unionville är en ort i Kanada.   Den ligger i provinsen Ontario, i den sydöstra delen av landet, 300 km sydväst om huvudstaden Ottawa. Unionville ligger 179 meter över havet.
Terrängen runt Unionville är platt. Runt Unionville är det mycket tätbefolkat, med 1 632 invånare per kvadratkilometer.. Närmaste större samhälle är Markham, 3,4 km öster om Unionville.
Runt Unionville är det i huvudsak tätbebyggt.